# Mszana Dolna (gmina)
Mszana Dolna est une gmina rurale du powiat de Limanowa, Petite-Pologne, dans le sud de la Pologne. Son siège est la ville de Mszana Dolna, bien qu'elle ne fasse pas partie du territoire de la gmina.
La gmina couvre une superficie de 169,83 km2 pour une population de 16 451 habitants.

## Géographie
La gmina inclut les villages de Glisne, Kasina Wielka, Kasinka Mała, Łętowe, Łostówka, Lubomierz, Mszana Górna et Raba Niżna.
La gmina borde la ville de Mszana Dolna et les gminy de Dobra, Kamienica, Lubień, Niedźwiedź, Pcim, Rabka-Zdrój et Wiśniowa.